# Четырёхлетний сейм
Четырёхлетний сейм (пол. Sejm Czteroletni) или Великий Сейм (пол. Sejm Wielki) — сейм Речи Посполитой, длившийся с 6 октября 1788 до 29 мая 1792 года и совершивший весьма важные преобразования в общественно-политическом устройстве Речи Посполитой. Его целями стало восстановление суверенитета и политическое и экономическое реформирование польско-литовского государства. Главным достижением Сейма стало принятие в 1791 году Конституции 3 мая. Результаты реформ Великого сейма были ликвидированы в результате деятельности Тарговицкой конфедерации и военного вмешательства Российской империи.

## Организация
Екатерина II, которая рассматривала Речь Посполитую как вассальное государство, намеревалась с помощью Сейма привлечь польский корпус в количестве 100 тысяч человек на помощь российской армии в войне с Османской империей. Вследствие этого, Сейм был конфедеративным, то есть, в отличие от ординарного сейма, где действовало правило Liberum veto и решения принимались в результате полного единогласия, здесь решения принимались большинством голосов.
Однако, поскольку Россия была втянута сразу в две войны (против Турции, а позднее и против Швеции), Сейм попал под влияние сторонников реформ. В 1790 году Польша заключила оборонительный союз с Пруссией, обязывавший стороны оказывать друг другу помощь в случае конфликта с Россией.

## Деятельность Сейма
В день открытия сейма (6 октября) была образована конфедерация. Маршалами посольской избы были избраны коронный референдарий Станислав Малаховский и генерал литовской артиллерии Казимир Нестор Сапега.

С самого начала дебаты в Сейме вызывали широкий интерес у населения, одним из самых ярких проявлений которого стала «Чёрная процессия» мещан, требующих равенства с шляхтой, и проходили в атмосфере гласности. На Сейм оказали большое влияние события во Франции — Великая французская революция, где требования подобных реформ привели к свержению абсолютной монархии Людовика XVI. Сторонники реформ встретили существенное сопротивление со стороны большинства польских магнатов и богатого дворянства, которые были заинтересованы в сохранении своего положения, и от соседей Польши (Австрия, Пруссия и Россия), которым была выгодна слабость Польши.
Тем не менее, движение сторонников реформ становилось сильнее и влиятельнее. Патриотическая партия, сформировавшаяся вокруг короля (Станислав Август Понятовский), получила поддержку со стороны либерально настроенных магнатов и, с 1790 года, от рода Чарторыжских. Самыми радикальными защитниками реформ были польские якобинцы.
Сейм ликвидировал Постоянный Совет и с 1790 года был во власти короля-реформиста и его сторонников. Были сформированы комиссии, занимающиеся вопросами финансов, экономики и вооружённых сил.
20 октября единогласно был принят сеймом проект увеличения армии до 100 000 человек (хотя из-за финансовых проблем её вскоре пришлось сократить до 65 000).
3 ноября был упразднён большинством голосов военный департамент, как учреждение, возникшее в силу протектората России над Речью Посполитой (по договору 1775 года), и заменён военной комиссией.
Продолжить совещания сейма за двухлетний срок — значило нарушить конституцию. Между тем патриотическая партия желала их продолжения, опасаясь, что новый сейм будет действовать вопреки её преобразовательным планам. Вопрос о продолжении деятельности сейма вызвал оживлённые прения.
Наконец, в середине июня 1790 года решено было продолжить существование действовавшего сейма и конфедерации до 9 февраля 1791 года и вместе с тем созвать сеймики для выбора новых депутатов; но так как и продолженный сейм не был в состоянии окончить все рассматривавшиеся им дела, то патриотическая партия предложила присоединить к составу работавшего сейма весь состав новых послов.
Предложение это было принято, сейм в новом составе начал свою деятельность 16 декабря 1790 года и продолжал её в духе реформ. 24 марта 1791 года он принял устав о сеймиках, а 18 апреля — положение о городах.
Избирательное право было преобразовано. Устав о сеймиках устранил от выборов бедную, безземельную шляхту, и предоставил избирательное право поземельным собственникам и тем пожизненным арендаторам, которые платили не меньше 100 злотых подати.

## Конституция 3 мая 1791 года
Главным достижением Сейма было принятие Конституции 3 мая. Она была призвана исправить давние политические недостатки системы государственного устройства Речи Посполитой и «золотой вольности». Конституция утверждала политическое равенство между мещанами и шляхтичами и дала правительственную защиту крестьянам, смягчив таким образом, последствия злоупотреблений крепостничеством. Конституция отменила устаревшие парламентские обычаи, такие как Liberum veto, которое ставило сейм в зависимость от любого депутата, который мог быть подкуплен какой-либо внутренней заинтересованной группировкой, или иностранным государством, и блокировать все законодательные инициативы сейма. Конституция 3 мая должна была заменить существующую шляхетскую анархию, существовавшую в интересах части реакционных магнатов, эгалитарной и демократической конституционной монархией.
Принятие конституции было отчасти государственным переворотом. Защитникам Конституции, которые столкнулись с угрозой насилия со стороны противников реформ из пророссийской партии в Сейме (также известной как «гетманская партия» поскольку во главе её стояли гетманы — военачальники), сумели назначить дебаты по Правительственному закону на два дня раньше, нежели было запланировано. Многие сторонники реформ прибыли на заседание тайно и раньше назначенного времени, а королевская стража заняла позиции во дворе замка, чтобы воспрепятствовать действиям пророссийской партии. Конституция была зачтена вслух и вступила в силу немедленно, к ликованию толп, собравшихся снаружи.
Олигархи составили для ниспровержения этой конституции конфедерацию в Тарговице (14 мая 1792 года), и вскоре на помощь ей двинулись русские войска.
Ввиду предстоявшей войны сейм 29 мая 1792 года приостановил на время свою деятельность, но в действительности прекратил её навсегда, поскольку последовавшие события прекратили само существование Речи Посполитой.
Польская Конституция 3 мая 1791 года, действовала только 14 месяцев и 3 недели.